# Salins-Fontaine
Salins-Fontaine è un comune francese del dipartimento della Savoia della regione dell'Alvernia-Rodano-Alpi.
È stato creato il 1º gennaio 2016 dalla fusione dei preesistenti comuni di Fontaine-le-Puits e Salins-les-Thermes.
Il capoluogo è la località di Salins-les-Thermes.